# رافيل شافيافيتش
رافيل شافيافيتش مواطن روسي، كان واحدًا من ثمانية روس معتقلين خارج نطاق القضاء في معتقل غوانتانامو في كوبا. رقم الاعتقال المسلسل الخاص به كان 203. ولد في 22 نوفمبر عام 1962 في روسيا.
تم تسليمه إلى السجون الروسية، ثم أطلق سراحه. ثم أُعيد القبض عليه، وتم اتهامه في تفجير خط أنابيب الغاز الطبيعي في 9 مايو 2006. وأنه تلقى تدريبًا عسكريًا في الشيشان.